# San Bonifacio
San Bonifacio ist eine nordostitalienische Gemeinde (comune) mit 21.422 Einwohnern (Stand 31. Dezember 2023) in der Provinz Verona in Venetien. Der Ort liegt etwa 26 Kilometer östlich von Verona und etwa 80 Kilometer westlich von Venedig. Die Gemeinde grenzt an die Provinz Vicenza.

## Wirtschaft
Größter Arbeitgeber ist die Perlini International SpA, ein Hersteller von Lastwagen. Einige Weingüter gehören zum Anbaugebiet Arcole DOC. Hier werden hochwertige Rot- und Weißweine produziert.

## Verkehr
Nördlich des Kernortes der Gemeinde verläuft die Autostrada A4 von Verona nach Vicenza. Ein Bahnhof an der Bahnstrecke Mailand–Venedig, die den Ort durchquert, sorgt für die Anbindung an das Eisenbahnnetz.

## Persönlichkeiten
- Dante Olivieri (1877–1964), Philologe und Dialektologe
- Francesco Perlini (* 1961), Rallye-Raid-Fahrer
- Davide Rebellin (1971–2022), Radrennfahrer